# Garth (West Mainland)

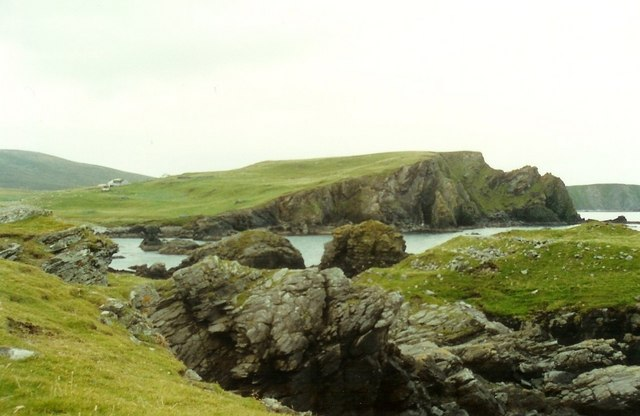
Blick von Osten über die Bucht

Garth ist eine kleine Ortschaft, die in Schottland im Westen der Shetlandinseln liegt.

## Geographie
Garth liegt im Westen von Mainland im Bereich der Küste, südlich der Bucht St Magnus Bay und nordöstlich des Sees Loch of Collaster. Überragt wird Garth vom 92 Meter hohen Cursta Hill im Süden und dem 74 Meter hohen Hill of Bousta im Südosten. Die nächstgelegenen Ortschaften sind Norby, einen Kilometer im Westen sowie Walls, neun Kilometer im Südosten.

## Historisches
Im Rahmen der historischen Gliederung Schottlands in Civil Parishes zählt Garth zu Walls and Sandness.